# 川口優菜
川口 優菜（かわぐち ゆうな、1994年12月22日 - ）は、日本のモデル、実業家。現株式会社CELFISH CEO。モデルとして、雑誌「JJ」など数多くの雑誌や広告、テレビCMに出演してきた。
レプロエンタテインメントを2022年8月末に退所し、その後、独立し現在は株式会社CELFISH CEOとしてスキンケア商品ブランド「YUNASCHOICE」を自社商品として開発しながらモデル活動を行なっている。

## 略歴
- 2007年：芸能活動デビュー。帰国翌日に赤坂サカスで芸能事務所（fantastar、現Vithmic）にスカウトされるが3年間仕事はなかった。
- 2010年：初めて受かった大きなCMでロサンゼルスに撮影しに行く（UT×BARBIE CM）。ネイティブな英語が引き金となった。
- 2011年：CMをきっかけに大手芸能事務所へスカウトされ株式会社レプロエンタテインメントに移籍する。
- 2012年：back number 「恋」のオーデションに受かりイメージジャケットのイメージモデルとなった。
- 2013年：TOKYO MX「Weekend Hips」クリスペプラーのアシスタントMC抜擢。
- 2013年：雑誌『CUTiE』レギュラーモデル。
- 2013年 - 2015年：日清食品「チキンラーメン」や明治「ミルクチョコレート」など先輩である新垣結衣の隣役のCMを多く務めた。
- 2015年：大学2年の時にJJモデルデビュー。JJ専属モデルへ。
- 2020年：25歳でCLASSYのレギュラーモデルに起用。
- 2022年：レプロエンタテインメント退社。
- 2022年：15年にわたるモデルのキャリアに幕を閉じる。
- 2022年：9月15日に株式会社CELFISHを設立（27歳）。YUNASCHOICE第一弾リリース。
- 2023年：YUNASCHOICE第二弾の新商品スキンケアを開発し発売。「Y’C BASIC エッセンスアンプル」「Y’CSHOT エッセンスアンプル」「Y’C BROW エッセンスアンプル」

## 出演

### テレビ
- Abema TV「美女ランチ」
- TOKYO MX「weekend hips」 クリスペプラーさんのアシスタント・MC
- ひかりTV「DANCE BATTLE ALIVE」MC
- BSフジ「グアム最新ベスト5」
- テレビ東京「妄想の王子様」
- TX「絆体感TV 機動戦士ガンダム 第07板倉小隊」

### 広告・CM
- UNIQLO UNIQLO×BARBIE
- 日清食品「チキンラーメン」
- LAWSON
- DANONE「ダノンビオ」
- ゼリア新薬「ヘパリーゼ」
- BIORE「汗拭きシート」「メイク落とし」
- 明治「ミルクチョコレート」
- JOYFIT イメージモデル
- AEON イメージモデル
- GIANT JAPAN/Liv 自転車 イメージモデル
- FEELCYCLE イメージモデル
- WACOAL イメージモデル
- 久光製薬「エアーサロンパス」イメージモデル

### イベント
- 『TOKYO RUNWAY』
- TOKYO GIRLS COLLECTION公式のランニングチーム「TOKYO GIRLS RUN」のメンバー
- Color-i Collection
- 東京コレクション
- 川越Collection
- GIRLS AWARD
- ウエディングコレクション
- 札幌コレクション

### 雑誌
- 宝島社「CUTiE」 レギュラーモデル
- リクルート「ゼクシィ」
- ハースト婦人画報社「美しいキモノ」
- 光文社「JJ」専属 モデル
- 光文社「CLASSY.」レギュラー
- 週刊プレイボーイ
- FLASH 表紙
- 講談社「with」
- 講談社「VoCE」
- 小学館「美的」
- 集英社「MAQUIA」
- 日之出出版「Fine」

### カタログ
- ニッセン
- YONEX
- JINS
- 鈴乃屋
- 神戸レタス
- Callaway
- 三陽商会
- Amazon
- クロスプラス
- スクロール
- ONWARD組曲
- ZOZO
- 資生堂
- はるやま
- 小学館「しごとなでしこ」
- しまむら
- ハリウッドランチマーケット
- STORY
- GU
- UNIQLO
- レリアン
- パシオス
- ナースリー
- PLST
- Five Fox
- PEARLY GATES
- So close

## 人物
出身地はオーストラリア・ビクトリア州・メルボルン生まれ。13歳までオーストラリアで育ち、両親の仕事の関係で突然日本に住むことになった。 JJなどのファッション誌にも多数出演。14年のオーストラリアでの生活経験があり、英会話はネイティブレベルの帰国子女。趣味はダイエットと美肌の研究、映画鑑賞。

### YUNASCHOICEのストーリー
中学2年生の時、日本の現地学校に入学。
当時、日本では国際文化が浸透しておらず、重度のいじめを経験する。
その影響もあり半年後に一時的に父と共にオーストラリアへ帰国。
帰国後、約3ヶ月間をかけて自身の将来を考え、一人でオーストラリアで生活するか、それとも家族と共に日本で生活するかを検討。結果としてまだ幼い中一人での海外生活は難しいと判断、日本で頑張る決意を固める。
同年、再び日本に戻り、中目黒にある帰国子女が多く集まる東山中学校に転入。
帰国翌日に赤坂サカスで芸能事務所にスカウトされ、 13歳で芸能界入りを果たす。
この出会いが、自身の日本での挑戦を志す原動力となる。
芸能活動の際、日本語が未熟であったため、女優としてではなくモデルとしての道を選ぶ。
帰国後の体重は65kgで、なかなか痩せることが難しく、仕事場からの指摘も受け、体型管理や以前のいじめの経験から自己分析を積極的に行うようになった。

### なぜ自分に自信が持てないのか
過去のいじめの影響から、カメラの前でも自信を持つことが難しかった。
ダイエットもホルモンバランスの乱れから、多くのダイエットに挑戦しては成功できなかった。
その結果、ダイエットに関する課題に深く向き合うようになる。
上記のような経験から、 高校卒業後は健康に関する知識を学べる大学へ進学。
専門的にも知識を身につけ、美容や健康、精神面についてより深い考察を行うようになった。

### モデルとしての活躍の幅が広がる。
大学在学中にキャリアの選択肢が限られている中、CAとしての職を模索するも、 21歳の時にJJモデルとしてデビュー。翌年からJJ専属モデルとしてのキャリアが大きく前進。
この時も体重が55kg体脂肪率29%近くあり、体型についての批評を受ける。
25歳でモデルとしての大きな活躍をみせる。CLASSYのレギュラーモデルに起用され、 体重管理が得意となり、モデルとしてのキャリアを充実させる。

### 28歳で15年にわたるモデルのキャリアに幕を閉じる。実業家へ
27歳まで幅広い分野でカタログやECモデル、広告、CMなどの仕事をこなすも大きく知名度を向上させることはできず。ある出来事をきっかけに、 27歳で所属事務所を離れることに。
2022年8月末、15年にわたるモデルのキャリアに幕を閉じる。
この時、初めて自身のモデルとしての成功が限られていることを認識し人生における挫折を味わう。
モデル事務所への移籍も確定していたが、再び芸能事務所にはいると辛い経験をするのではないかという懸念から、 前向きな気持ちになることができず。本当の自己信頼を築くために、 2022年9月15日に株式会社CELFISHを設立。（この日は美容にとって最適な日）
モデルとしての経験を通じて抱えてきたダイエットや自己成長の問題に対して、 今度は自身の利益ではなく、同じように困っている人々を支援したいという思いを実現するために、 モデルという生き方よりも裏方の役割を志向。

### 自社ブランド商品がリリースから2日で完売。さらなる可能性へ
初めて自社で販売した商品は、 YUNASCHOICEの厳選し選び抜いたりんごをダイエットアイテムとして提供。この商品はわずか2日で完売。
その後、 2023年4月24日にYUNASCHOICE第二弾の新商品スキンケアを発売
・Y’C BASIC エッセンスアンプル
・Y’C SHOT エッセンスアンプル
・Y’C BROW エッセンスアンプルを開発し販売をスタート。
開発は2年近くかかっている。
コンセプトは、時代にあった自宅で高級素肌！ コロナ禍を経験し、自宅で美容クリニックレベルのスキンケアをコンセプトに開発された商品。
多種多様なダイエット法を試した結果、最も効果的だったのは自身の体を実際に試して、 有効な方法とそうでない方法を自己研究することでした。
かつての体重65kgも、私自身による研究に基づく 「優菜式ダイエット法」によって46kgまで維持することができる、 負担の少ない方法で減量しました。
「YUNASCHOICE」は、この経験に由来する名前です。 私自身が体を実際に試し、厳選して選んだ、本当に成果が出るアプローチを示しています。